# Themistokles

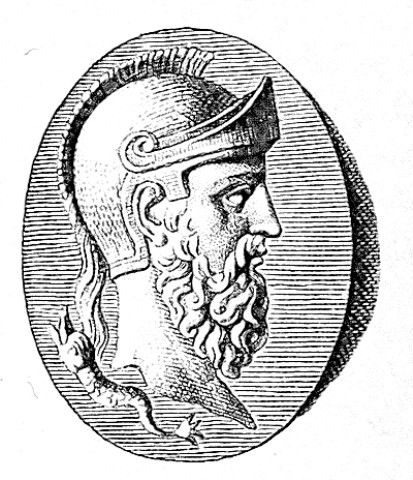
Themistokles

Themistokles, född cirka 525 f.Kr., död 460 f.Kr., var en politiker och general från Aten. Han var arkont 493/92.

## Biografi
Themistokles var en av ledarna för utvecklingen av demokrati i det antika Aten under persiska krigen. Från mitten av 480-talet tycks han ha vunnit allt större anslutning; motståndare som Aristides försattes ur spel genom ostracism.
Nya inkomster från silvergruvorna i Laurion användes på Themistokles förslag till att bygga en flotta på 200 nya trierer. Även hamnen i Pireus byggdes ut. Vid Xerxes angrepp år 480 var flottan klar och utgjorde den helt dominerande sjöstyrkan på den grekiska sidan. 
Themistokles deltog i slaget vid Marathon 490 f.Kr. där han ledde centern. Han ledde den atenska kontingenten vid Artemision men är mest känd för segern över Persien i sjöslaget vid Salamis 480 f.Kr.
Omedelbart efter segern i perserkriget genomdrev Themistokles att Aten sattes i försvarsdugligt skick genom ett forcerat murbygge. Avsikten är oklar, men den uppfattades som antispartansk. Därefter trängdes han gradvis tillbaka och landsförvisades genom ostracism troligen år 472 f.Kr., dömdes i sin frånvaro till döden och flydde från Argos till Persien. Han besökte kung Artaxerxes i Susa och blev vänligt mottagen. Han fick staden Magnesia i Jonien som säte och blev persernas rådgivare i Sardes.
Traditionen om Themistokles var övervuxen av legender redan när Herodotos skrev sin historia.